# Escuela Nacional Preparatoria

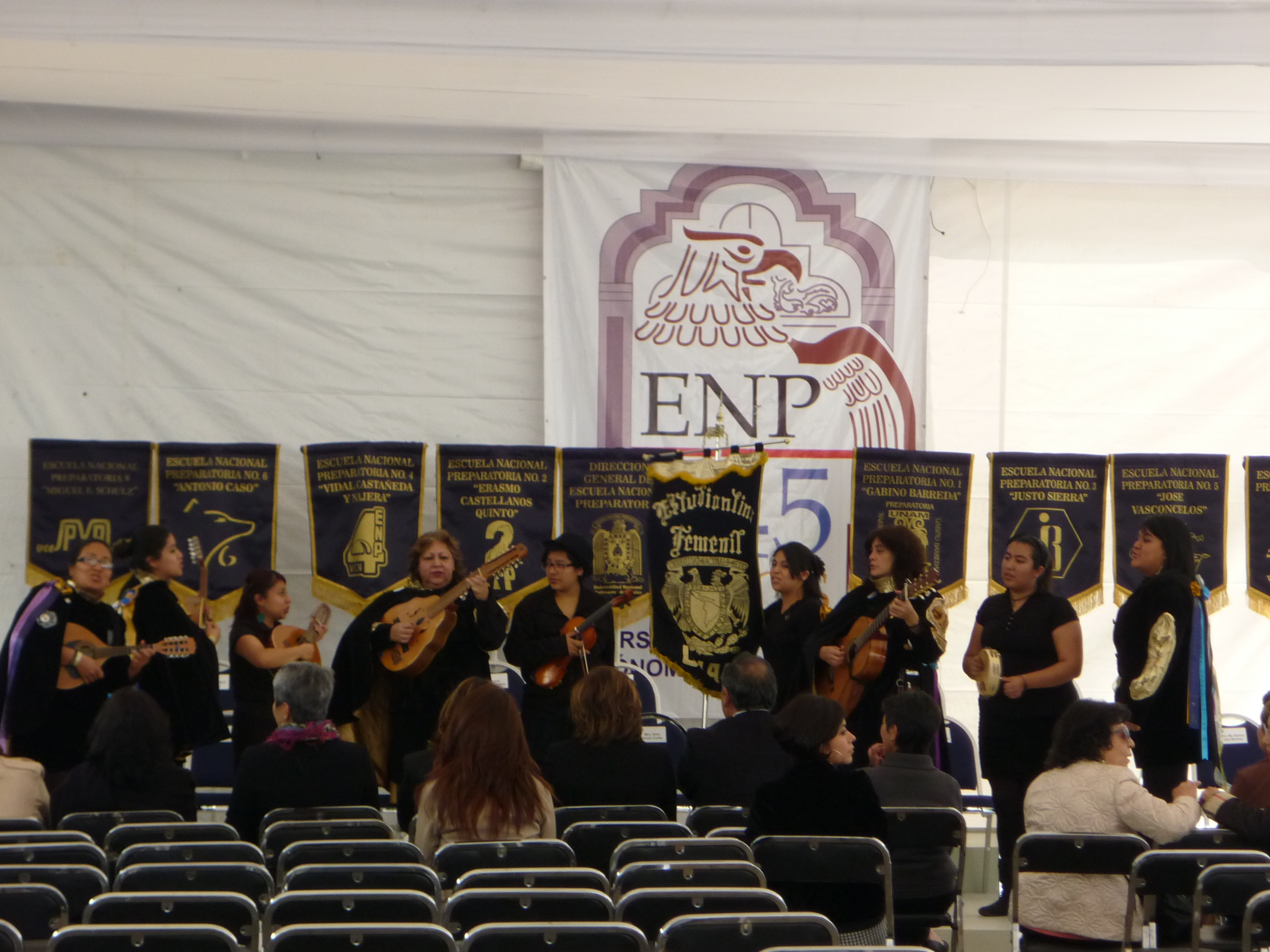
Clausura de los festejos del 145.º aniversario de la fundación de la ENP

La Escuela Nacional Preparatoria (ENP) es una institución educativa a nivel bachillerato de la Universidad Nacional Autónoma de México. Inició sus labores el 3 de febrero de 1868 por decreto del entonces  presidente de México, Benito Juárez.
La duración de este nivel educativo es de tres años. También tiene, en el Plantel 2 "Erasmo Castellanos Quinto", la modalidad denominada Iniciación Universitaria, equivalente al nivel secundaria, cuya duración es también de tres años. Al ser parte de la UNAM, sus egresados gozan del pase reglamentado al nivel licenciatura sin necesidad de realizar examen de admisión.

## Historia de la Escuela Nacional Preparatoria
Inició sus labores el 3 de febrero de 1868, por decreto del entonces presidente de México, Benito Pablo Juárez García. Gabino Barreda, médico, filósofo y político mexicano, fue el primer director de la Escuela Nacional Preparatoria. Introdujo el método científico en la enseñanza elemental y fue nombrado el primer director el 17 de diciembre de 1867. Inicialmente, la Escuela Nacional Preparatoria ocupó el edificio que correspondía al Antiguo Colegio de San Ildefonso, ubicado en el centro histórico de Ciudad de México. Como lema, la institución utilizó la frase: "Amor, Orden y Progreso".
El médico Gabino Barreda fue nombrado como primer director el 17 de diciembre de 1867. Inicialmente ocupó el edificio que correspondiera al Antiguo Colegio de San Ildefonso, ubicado en el centro histórico de Ciudad de México.

## Planteles
La Escuela Nacional Preparatoria cuenta con 9 planteles, ubicados todos dentro de la Ciudad de México:
- Plantel 1 "Gabino Barreda"
- Plantel 2 "Erasmo Castellanos Quinto"
- Plantel 3 "Justo Sierra"
- Plantel 4 "Vidal Castañeda y Nájera"
- Plantel 5 "José Vasconcelos"
- Plantel 6 "Antonio Caso"
- Plantel 7 "Ezequiel A. Chávez"
- Plantel 8 "Miguel E. Schulz"
- Plantel 9 "Pedro de Alba"

## DGENP
Las oficinas de la DGENP se encuentran ubicadas en Adolfo Prieto 722, en la colonia Del Valle, en la alcaldía Benito Juárez de Ciudad de México.

## Orquesta de Cámara de la Escuela Nacional Preparatoria
En el año de 1972 fue fundada la Orquesta de Cámara de la Escuela Nacional Preparatoria, dirigida por Uberto Zanolli.
Actualmente el director de esta orquesta es Luis Samuel Saloma, quien anualmente lleva a cabo la gira por los nueve planteles de la ENP, que concluye con el concierto magno en el auditorio de la Dirección General.

## Intercambio académico
La Escuela Nacional Preparatoria anualmente lleva a cabo intercambios académicos con instituciones extranjeras, entre ellas:
- La Horizon High School, de Broomfield, Colorado, en los Estados Unidos, realiza el intercambio de nueve alumnos y dos profesores del plantel "Justo Sierra", con una duración de diez días.
- El City High School, de Oklahoma (Estados Unidos), realiza el intercambio con el plantel "Pedro de Alba", con una duración de 15 días.
- Mustang High School, en la comunidad de Mustang (Oklahoma), realiza un intercambio con profesores y alumnos de la Escuela Nacional Preparatoria 2

## Directores generales
Han sido directores generales de la Escuela Nacional Preparatoria los siguientes:
- Gabino Barreda (1868-1878)
- Alfonso Herrera
- Justo Sierra
- Vidal Castañeda y Nájera (1885-1901)
- Miguel E. Schulz (1904-1905)
- Porfirio Parra (1906-1910)
- Antonio Caso Andrade (1909)
- Valentín Gama (1911-1913)
- Miguel V. Ávalos (1913-1914)
- José Vasconcelos Calderón (1914-1916)
- Moisés Sáenz (1916-1920)
- Ezequiel Adeodato Chávez (1920-1921)
- José Vasconcelos Calderón (interino) (1924)
- Alfonso Caso Andrade (1928-1930)
- Vicente Lombardo Toledano
- Moisés Hurtado González (1970)
- Enrique Espinosa Suñer (1974-1982)
- Guadalupe Gorostieta y Cadena (1982-1986)
- Ernesto Schettino Maimone (1986-1994)
- José Luis Balmaceda Becerra (1994-1998)
- Héctor Enrique Herrera León y Vélez (1998-2006)
- María de Lourdes Sánchez Obregón (2006-2010)
- Silvia Estela Jurado Cuéllar (2010-2018)
- María Dolores Valle Martínez (2018-Actualidad)